# Triplisomeris
Triplisomeris là một chi thực vật có hoa trong họ Đậu.